# European Gay and Lesbian Sport Federation

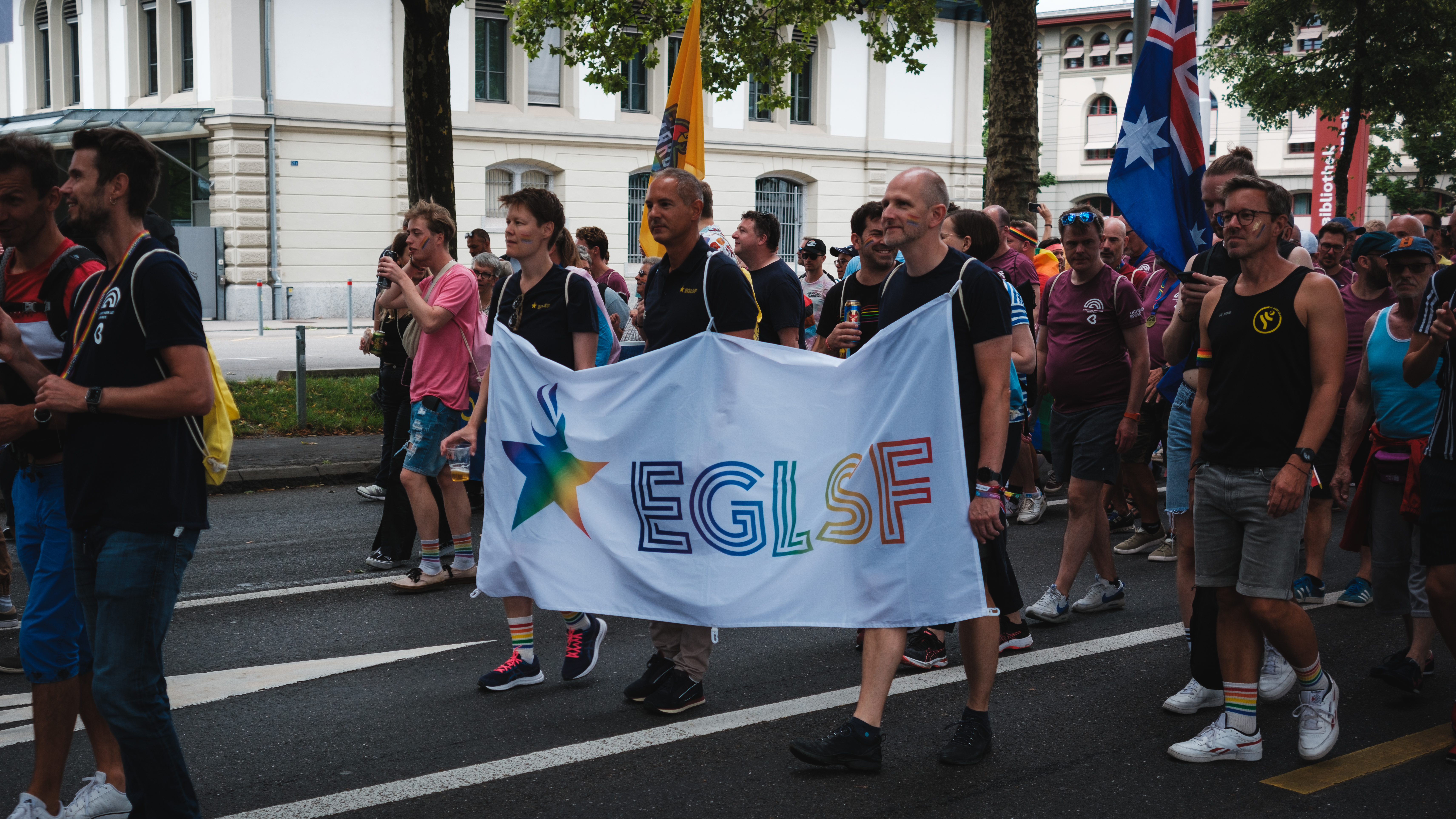
Bandiera dell'EGLSF

La European Gay and Lesbian Sport Federation (Federazione Europea dello sport gay e lesbico), nota anche come EGLSF, è un'organizzazione internazionale a livello europeo che promuove la visibilità di gay, lesbiche e transgender nel mondo sportivo tramite il coordinamento di gruppi sportivi e l'organizzazione di eventi a livello continentale come gli Eurogames. La sua sede ufficiale è ad Amsterdam, nei Paesi Bassi.
Alla Federazione possono iscriversi sia i singoli gruppi sportivi LGBT che le associazioni di coordinamento, indipendentemente dall'orientamento sessuale. Uno dei principi cardine dell'EGLSF è infatti che la non discriminazione funziona nei due sensi per cui tutte le sue iniziative, compresi gli Eurogames, sono aperte a chiunque lo desideri purché condivida gli intenti. La Federazione mette a disposizione dei gruppi affiliati tutta una serie di strumenti che consentono lo scambio di informazioni, la pubblicizzazione a livello europeo delle manifestazioni organizzate dai singoli gruppi e la conseguente partecipazione su scala europea.
L'EGLSF inoltre promuove lo sviluppo dei gruppi sportivi LGBT nei paesi in cui maggiori sono le difficoltà per la situazione contingente tramite un'apposita sezione di "Outreach" la cui attività dopo la caduta del muro di Berlino si è focalizzata in particolare verso i paesi dell'Europa dell'Est.
A fine 2008 fanno parte integrante della Federazione oltre cento gruppi sportivi di Gran Bretagna, Norvegia, Svezia, Finlandia, Danimarca, Paesi Bassi, Belgio, Lussemburgo, Germania, Francia, Spagna, Italia, Svizzera, Austria, Grecia, Ungheria, Slovenia, Croazia, Romania, Bulgaria, Russia e Turchia.
Sono stati stabiliti inoltre dei contatti preliminari con i gruppi sportivi LGBT di Islanda, Irlanda, Polonia, Repubblica Ceca, Estonia, Lituania, Bielorussia, Ucraina, Moldavia e Macedonia.

## Iniziative
L'EGLSF fu fondata a L'Aia nel 1989, con l'obiettivo di promuovere l'integrazione, l'emancipazione e la visibilità di gay e lesbiche nel mondo sportivo, tradizionalmente poco aperto nei confronti dell'omosessualità, sia favorendo la nascita e la crescita di gruppi sportivi e il loro coordinamento, sia combattendo gli atteggiamenti discriminatori basati sull'orientamento sessuale. La Federazione agiva inizialmente come organismo di collegamento tra i primi gruppi sportivi LGBT, che all'epoca avevano scarsi contatti tra di loro, ma in breve tempo definì i suoi scopi attuali e i suoi obiettivi sui due binari paralleli dell'integrazione e della lotta alla discriminazione.
Nell'ottobre del 1994 l'EGLSF pubblicò uno studio sulla discriminazione nello sport, elencando venticinque casi in cui la discriminazione si manifestava in molte forme, dall'esclusione degli atleti gay e lesbiche dalle manifestazioni fino a casi di mobbing, pressioni psicologiche e aperta violenza.
Nel 1996, il Consiglio d'Europa invitò l'EGLSF, unico rappresentante della comunità LGBT, a un convegno europeo sulla tolleranza nello sport. Il convegno concluse i suoi lavori con una dichiarazione che sottolineava la necessità di mantenere sempre comportamenti corretti e tolleranti e che condannava ogni forma di discriminazione. L'EGLSF sottoscrisse la dichiarazione ma al tempo stesso espresse le sue perplessità per il fatto che la discriminazione contro gay e lesbiche non era stata citata in modo esplicito.
L'EGLSF continuò a raccogliere e verificare ulteriori segnalazioni di discriminazione o pressioni psicologiche su gay e lesbiche nell'ambito sportivo e nel 1999 pubblicò un aggiornamento al rapporto del 1994. Il rapporto venne distribuito non solo ai gruppi sportivi ma anche alle principali istituzioni dell'Unione europea (la Commissione, il Parlamento, il Consiglio d'Europa a Strasburgo) nonché agli organizzatori del convegno europeo del 1996.
Sempre nel 1999, in occasione del decennale dalla sua fondazione, l'EGLSF organizzò una conferenza aperta dal titolo Building Bridges Between Regular Sports and Gay/Lesbian Sports, in cui presentò lo stato dello sport gay e lesbico e dell'integrazione delle persone LGBT nell'ambito sportivo. A seguito di questa conferenza, il ministero dello sport olandese diede il suo sostegno per consentire all'EGLSF di lavorare in cooperazione con le federazioni e associazioni sportive "regolari" e con le istituzioni europee. Fu grazie a questo sostegno che nel 2001 il Consiglio d'Europa invitò l'EGLSF a una conferenza interministeriale sulla tolleranza nello sport e nel 2002 riconobbe all'EGLSF lo status di consulente ufficiale per le questioni relative all'omosessualità nello sport. L'EGLSF promosse quindi una mozione per sollevare la questione della situazione problematica degli atleti LGBT negli stati aderenti all'Unione Europea.
A partire dal settembre 2002, l'EGLSF e altre organizzazioni sportive non governative hanno dato vita al progetto FARE                    (Football Against Racism Europe) focalizzato sull'omofobia nell'ambito specifico del calcio. Come risultato di tale progetto, l'organizzazione tedesca dei tifosi di calcio (BAFF) ha adottato un piano in sette punti per contrastare l'omofobia.
L'anno successivo l'EGLSF partecipò alla conferenza Uniti contro il razzismo organizzata a Londra dall'UEFA, dalla English Football Association e dal gruppo antirazzista Kick it Out, anch'esso aderente al progetto FARE, durante la quale il tema dell'omofobia nel calcio venne affrontato per la prima volta in modo esplicito anche dalle istituzioni calcistiche ufficiali.
Nel 2004, in occasione dei quindici anni dalla fondazione, l'EGLSF ha organizzato una seconda edizione della conferenza Building Bridges e durante gli Eurogames di Monaco di Baviera ha organizzato un incontro studio su sport, omosessualità e disabilità.